# Новиков, Николай Никитович
Николай Никитович Новиков (1923—2000) — Гвардии старшина Советской Армии, участник Великой Отечественной войны, Герой Советского Союза (1944).

## Биография
Николай Новиков родился 9 мая 1923 года в деревне Вороново (ныне — Рогнединский район Брянской области). После окончания семи классов и курсов счетоводом работал сначала на заводе в Бежице, затем на лесоповале в Ленинградской области. В декабре 1941 года Новиков был призван на службу в Рабоче-крестьянскую Красную Армию. С марта 1942 года — на фронтах Великой Отечественной войны. В боях шесть раз был ранен.
К июлю 1944 года гвардии старшина Николай Новиков был помощником командира разведвзвода 55-й гвардейской танковой бригады 7-го гвардейского танкового корпуса, 3-й гвардейской танковой армии, 1-го Украинского фронта. Отличился во время освобождения Польши. 31 июля 1944 года взвод Новикова одним из первых переправился через Вислу в районе города Баранув-Сандомерский и прикрывал переправу основных сил. Также отличился во время боёв за город Сташув и станцию Бодзехув, в ходе которых корректировал огонь танковых частей бригады, нанеся большие потери противнику.
Указом Президиума Верховного Совета СССР от 23 сентября 1944 года за «образцовое выполнение заданий командования и проявленные мужество и героизм в боях с немецкими захватчиками» гвардии старшина Николай Новиков был удостоен высокого звания Героя Советского Союза с вручением ордена Ленина и медали «Золотая Звезда».
В 1946 году Новиков был демобилизован. Проживал и работал сначала на родине, затем в Литовской и Белорусской ССР. В 1949 году тяжело заболел, был полностью парализован и прикован к постели. Проживал в Пинске. Активно занимался общественной деятельностью.
Скончался 25 августа 2000 года, похоронен в Пинске.
Почётный гражданин Пинска.

## Награды и звания
Был также награждён орденами Красного Знамени, Красной Звезды, Отечественной войны I степени и Славы III степени, рядом медалей.
15 апреля 1999 года Указом Президента Республики Беларусь был награждён Орденом «За службу Родине» III степени.